# Gold Coast Light Rail
Die Gold Coast Light Rail ist eine Straßenbahnlinie in Gold Coast, einer Stadt an der Südostküste des australischen Bundesstaates Queensland. Sie wurde am 20. Juli 2014 eröffnet, wird unter dem Namen G:link vermarktet und ist 20 Kilometer lang. Die Spurweite beträgt 1.435 mm (Normalspur), die Höchstgeschwindigkeit 70 km/h.
Seit Inbetriebnahme der Gold Coast Light Rail stieg die Inanspruchnahme des Öffentlichen Verkehrs in Gold Coast um 50 %.

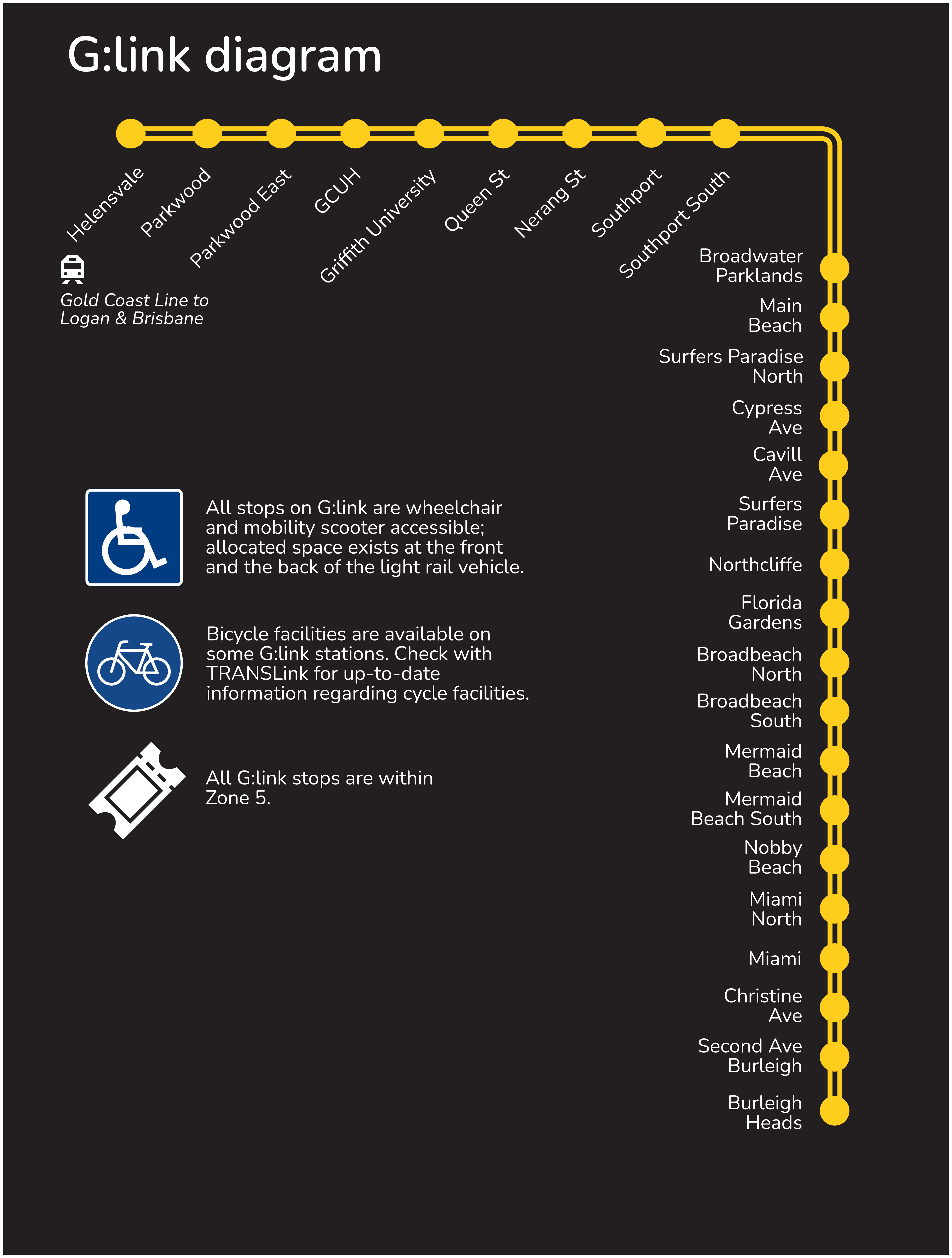
Streckenplan (Stand: 2025)

## Streckenbeschreibung

### Einführung der Straßenbahnlinie 2014
Als erster Abschnitt der Linie (Stage 1) wurde die Strecke vom Krankenhaus Gold Coast zur Haltestelle Broadbeach South Station 2014 eröffnet. Dieser Abschnitt umfasst 13 Kilometer Strecke mit 16 Haltestellen. Die Bauarbeiten für diesen Abschnitt begannen 2012. In der ersten Inbetriebnahmestufe wurden 14 Fahrzeuge eingesetzt, die Durchschnittsgeschwindigkeit betrug 23 km/h. 

### Verlängerung nach Norden 2017 (Stage 2)
Im August 2016 erfolgte der Spatenstich für eine Verlängerung der bestehenden Strecke in Richtung Norden um 7,3 km und drei neuer Haltestellen. Am 18. Dezember 2017 konnte die Verlängerungsstrecke bereits in Verkehr genommen werden, also noch vor Beginn der Commonwealth Games des Jahres 2018, welche in Gold Coast stattfanden.
Die Verlängerung verläuft vom bisherigen Streckenende bei der Haltestelle Gold Coast University Hospital in nördlicher Richtung und endet in Helensvale, wo eine Umsteigemöglichkeit zu den Zügen nach Brisbane besteht.

### Verlängerung nach Süden (in Bau, Stage 3)
2023 wurde mit dem Bau der Verlängerung nach Süden begonnen: Die Strecke wird von der Haltestelle Broadbeach South um weitere 6,7 km nach Burleigh Heads verlängert. Die Straßenbahn verkehrt in der Mitte des Gold Coast Highway auf eigener Trasse, teilweise auf Rasengleis. Acht neue Stationen werden auf dieser Verlängerungsstrecke errichtet.

### Verlängerung nach Coolangatta (in Planung, Stage 4)
Eine weitere Verlängerung Richtung Süden um 13 km mit 14 Stationen nach Coolangatta ist derzeit in Planung. Mit dieser Verlängerung würden unter anderem die Southern Cross University und der Gold Coast Airport Anschluss an die Straßenbahn erhalten.

## Fuhrpark
Die Straßenbahn Gold Coast setzt Niederflurstraßenbahnen des Typs Flexity 2 von Bombardier ein. Die Gelenktriebwagen haben eine Länge von 43,5 Metern, eine Breite von 2,65 Metern und bieten 309 Fahrgästen Platz, davon 80 Sitzplätze. Eine ortsspezifische Besonderheit sind Halterungen für Surfbretter. Produziert werden die Fahrzeuge am Standort Wien.
Zunächst wurden ab 2013 14 Fahrzeuge ausgeliefert. Im November 2015 wurden bei Bombardier vier weitere Züge derselben Baureihe bestellt, und damit eine entsprechende Option aus der Erstbestellung eingelöst. Das erste Fahrzeug wurde im August 2017 geliefert. Diese Fahrzeuge sind für den Verkehr auf der Verlängerung Richtung Norden (Stage 2) notwendig.
Fünf weitere Fahrzeuge für die Stage 3 wurden 2021 bei Alstom, der Bombardier Transportation und die Fahrzeugfamilie Flexity 2 übernommen hat, bestellt.
Für die geplante Stage 4 wären weitere acht Fahrzeuge notwendig.

## Betriebszeiten
Die folgende Tabelle zeigt die Intervalle (in Minuten) der Züge des G:link.
|                 | Wochentage | Wochenende |
| --------------- | ---------- | ---------- |
| 23:30 bis 05:00 | –          | 30         |
| 05:00 bis 07:00 | 15         | 15         |
| 07:00 bis 19:00 | 7,5        | 10         |
| 19:00 bis 23:30 | 15         | 15         |